# Phyllocnistis atractias
Phyllocnistis atractias là một loài bướm đêm thuộc họ Gracillariidae. Loài này có ở New South Wales và Queensland.
Sải cánh dài khoảng 4 mm. Adults have a fringe of hairs around the edge of each wing. The fore wings are shiny white with brown wing tips.